# Olympische Sommerspiele 1972/Teilnehmer (Neuseeland)
| Gelbes Symbol für Goldmedaillen mit stilisierten Olympischen Ringen | Graues Symbol für Silbermedaillen mit stilisierten Olympischen Ringen | Braundes Symbol für Bronzemedaillen mit stilisierten Olympischen Ringen |
| ------------------------------------------------------------------- | --------------------------------------------------------------------- | ----------------------------------------------------------------------- |
| 1                                                                   | 1                                                                     | 1                                                                       |

Neuseeland nahm an den Olympischen Sommerspielen 1972 in München mit 96 Sportlern sowie 28 Offiziellen teil.
Flaggenträger war der Leichtathlet Les Mills.

## Medaillengewinner
Neuseeland erreichte insgesamt den 23. Rang im Medaillenspiegel.

### Gold
- Trevor Coker, Simon Dickie, Athol Earl, John Hunter, Tony Hurt, Dick Joyce, Gary Robertson, Wybo Veldman, Lindsay Wilson – Rudern, Achter

### Silber
- Ross Collinge, Noel Mills, Dudley Storey, Richard Tonks – Rudern, Vierer ohne Steuermann

### Bronze
- Rod Dixon – Leichtathletik, 1500 Meter

## Teilnehmer nach Sportarten

### Bogenschießen
Männer
- Robin Sampson
Einzel: 53. Platz

### Boxen
- Jeff Rackley
Weltergewicht: 2. Runde

- Patrick Ryan
Federgewicht: 2. Runde

### Gewichtheben
Männer
- John Bolton
Mittelschwergewicht: DNF

- Anthony Ebert
Mittelgewicht: 17. Platz

- Brian Marsden
Leichtschwergewicht: 12. Platz

### Hockey
- Jeffrey Archibald, Arthur Borren, Jan Borren, John Christensen, Gregory Dayman, Ross Gillespie (Reserve und Trainer), Chris Ineson, Barry Maister, Selwyn Maister, Trevor Manning (Reserve), Ross McPherson, Arthur Parkin, Ramesh Patel, Alan Patterson, Kevin Rigby, Ted Salmon, Warwick Wright
9. Platz

### Judo
Männer
- Rick Littlewood
Mittelgewicht: 11. Platz

### Kanu
Männer
- Donald Cooper
Kayak, 1000 Meter Einer: Halbfinale
Kayak, 1000 Meter Zweier: Relegationsrunde

- Tom Dooney
Kayak, 1000 Meter Zweier: Relegationsrunde

### Leichtathletik
Männer
- Laurie D’Arcy
100 Meter: Vorläufe

- Rod Dixon
1500 Meter:  Bronze

- Jack Foster
Marathon: 8. Platz

- Roger Johnson
400 Meter Hürden: Vorläufe

- Terry Manners
Marathon: 34. Platz

- Dave McKenzie
Marathon: 22. Platz

- Les Mills
Kugelstoßen: 23. Platz in der Qualifikation
Diskuswurf: 14. Platz

- Tony Polhill
1500 Meter: 9. Platz

- Dick Quax
5000 Meter: Vorläufe

- Bevan Smith
200 Meter: Viertelfinale

- Robin Tait
Diskuswurf: 20. Platz in der Qualifikation

- Dick Tayler
5000 Meter: Vorläufe

- Gavin Thorley
5000 Meter: Vorläufe
10.000 Meter

Frauen
- Sue Haden
800 Meter: Vorläufe

- Penny Hunt
400 Meter: 2. Runde

- Brenda Matthews
100 Meter: 2. Runde
100 Meter Hürden: Vorläufe

### Radsport
Männer
- Bruce Biddle
Straßenrennen: 4. Platz

- Paul Brydon
Straßenrennen: 50. Platz
4000 Meter Mannschaftsverfolgung: 14. Platz in der Qualifikation

- John Dean
4000 Meter Mannschaftsverfolgung: 14. Platz in der Qualifikation

- Vern Hanaray
Straßenrennen: DNF

- Harry Kent
1000 Meter Zeitfahren: 16. Platz

- Neil Lyster
4000 Meter Mannschaftsverfolgung: 14. Platz in der Qualifikation

- Robert Oliver
Straßenrennen: DNF

- Blair Stockwell
4000 Meter Mannschaftsverfolgung: 14. Platz in der Qualifikation

- Brent Pascoe (Reserve; kein Einsatz)

### Ringen
Männer
- David Aspin
Mittelgewicht, Freistil: 2. Runde

### Rudern
Männer
- Murray Watkinson
Einer: 10. Platz

- Ross Collinge, Noel Mills, Dudley Storey, Richard Tonks
Vierer ohne Steuermann:  Silber

- John Clark, Warren Cole, Peter Lindsay, David Lindstrom, Chris Nilsson
Vierer mit Steuermann: 6. Platz

- Trevor Coker, Simon Dickie, Athol Earl, John Hunter, Tony Hurt, Dick Joyce, Gary Robertson, Wybo Veldman, Lindsay Wilson
Achter:  Gold

- Rob McCarthy (Reserve; kein Einsatz)

### Schießen
- Ian Ballinger
Kleinkaliber, liegend, 50 Meter: 46. Platz

- Graeme McIntyre
Laufende Scheibe, 50 Meter: 26. Platz

- Bruce McMillan
Schnellfeuerpistole, 25 Meter: 28. Platz

- Mike Watt
Kleinkaliber, liegend, 50 Meter: 29. Platz

### Schwimmen
Männer
- Colin Herring
100 Meter Freistil: Vorläufe
200 Meter Freistil: Vorläufe

- John McConnochie
200 Meter Lagen: Vorläufe
400 Meter Lagen: Vorläufe

- Mark Treffers
400 Meter Freistil: 6. Platz
1500 Meter Freistil: Vorläufe

Frauen
- Heather Coombridge
100 Meter Freistil: Halbfinale
200 Meter Freistil: Vorläufe

- Susan Hunter
100 Meter Rücken: Vorläufe
200 Meter Rücken: Vorläufe
200 Meter Lagen: Vorläufe
400 Meter Lagen: Vorläufe

- Jaynie Parkhouse
400 Meter Freistil: Vorläufe
800 Meter Freistil: Vorläufe

### Segeln
- Brett de Thier
Finn-Dinghy: 10. Platz

- Jochum Bilger & Murray Ross
Flying Dutchman: 9. Platz

- Fraser Beer, Noel Everett & Ron Watson
Drachen: 5. Platz

- Cornelius Linton, Stephen Marten & John Scholes
Drachen: 21. Platz

- Jonty Farmer, Jack Hansen, Geoff Smale, Bryan Treleaven (Reserve; kein Einsatz)

### Turnen
Männer
- Terry Sale
Einzelmehrkampf: 110. Platz in der Qualifikation
Boden: 104. Platz in der Qualifikation
Pferd: 71. Platz in der Qualifikation
Barren: 110. Platz in der Qualifikation
Reck: 110. Platz in der Qualifikation
Ringe: 110. Platz in der Qualifikation
Seitpferd: 101. Platz in der Qualifikation

Frauen
- Dianne Foote
Einzelmehrkampf: 104. Platz in der Qualifikation
Boden: 99. Platz in der Qualifikation
Pferd: 69. Platz in der Qualifikation
Stufenbarren: 113. Platz in der Qualifikation
Schwebebalken: 94. Platz in der Qualifikation